# Nuestra Señora de La Naval de Manila
Nuestra Señora de La Naval de Manila (nombre oficial: Nuestra Señora del Santísimo Rosario de La Naval de Manila), también conocida como Santo Rosario o La Gran Señora, es una advocación mariana venerada en Filipinas.
Los filipinos católicos aseguran que la intercesión de Nuestra Señora de La Naval de Manila ayudó a impedir la invasión de las fuerzas de las Provincias Unidas de los Países Bajos, de religión protestante, durante las Batallas de La Naval de Manila en el año 1646, al igual que ocurrió en la Batalla de Lepanto en 1571. Muchos creyentes afirman además que esta advocación de la Virgen es la que mantiene la fe católica en Filipinas, apodada «el pueblo amante de María».
El papa Pío X coronó canónicamente la imagen el 5 de octubre de 1907. En 2009, el gobierno filipino designó a Nuestra Señora de La Naval de Manila y su templo Tesoro Cultural Nacional, convirtiéndolos en propiedades culturales de Filipinas.

## Historia

### Origen
En 1593, el nuevo gobernador general de Filipinas, Luis Pérez das Mariñas, encargó una estatua de Nuestra Señora del Rosario para pública veneración en memoria de su padre, recientemente fallecido. Bajo la dirección del capitán Hernando de los Rios Coronel, la imagen fue realizada por un inmigrante chino anónimo que más tarde se convertiría al cristianismo; este hecho es comúnmente citado como el motivo de que la talla posea rasgos asiáticos. La imagen fue entregada con posterioridad a los frailes dominicos, quienes la instalaron en la Iglesia de Santo Domingo.

### Batallas de La Naval de Manila
En 1646, las fuerzas navales de las Provincias Unidas de los Países Bajos (equipadas con 18 galeones) llevaron a cabo numerosos intentos por conquistar Filipinas con el fin de controlar Asia. Las fuerzas españolas y filipinas (quienes solo disponían de dos galeones debido a que el resto aún no habían llegado desde Acapulco, México) lucharon en la denominada Batalla de La Naval de Manila habiendo solicitado previamente la intercesión de la Virgen a través de la estatua; fueron instados a ponerse de inmediato bajo la protección de Nuestra Señora del Rosario y a rezar el rosarium repetidas veces. Los españoles y los filipinos rechazaron continuos ataques de la flota de los Países Bajos, involucrándose en cinco batallas marítimas y perdiendo las fuerzas españolas únicamente a quince de sus miembros. Tras la retirada de los holandeses, en cumplimiento de la promesa hecha a la Virgen, los supervivientes peregrinaron descalzos hasta su templo en señal de gratitud. Posteriormente, el 9 de abril de 1662, el cabildo catedralicio de la Arquidiócesis de Manila declaró la victoria naval como un milagro obra de la intercesión de la Virgen María, afirmando lo siguiente:

Otorgado por el Soberano a través de la intercesión de la Santísima Virgen y devoción a su Rosario, que se celebren los milagros, predicaciones y se lleven a cabo en festividades y se cuenten entre los milagros forjados por la Señora del Rosario para la mayor devoción de la fe en Nuestra Santísima Virgen María y su Santo Rosario.

### Segunda Guerra Mundial
Durante el bombardeo de los japoneses en 1942, por temor a que la talla resultase destruida, las autoridades eclesiásticas mantuvieron oculta la estatua en la Universidad de Santo Tomás hasta 1946, año del 300.º aniversario de las batallas navales. Posteriormente, en octubre de 1954, la imagen fue transferida a un nuevo templo erigido especialmente para ella en el interior de la Iglesia de Santo Domingo, en Ciudad Quezón (la sexta iglesia dedicada al santo desde su levantamiento a finales del siglo xvi); los devotos construyeron un carruaje con forma de barco para transportar la estatua a su nuevo emplazamiento, declarado su Templo Nacional por la Conferencia de Obispos Católicos de Filipinas.

### Revolución Filipina de 1986
Durante la Revolución Filipina de 1986, los frailes dominicos procesionaron una réplica de la estatua hasta el Palacio de Malacañán a modo de protesta pacífica por el estado de ley marcial instaurado por el presidente Ferdinand Marcos. Esta réplica fue también conducida hasta la puerta este del campo Crame, cuartel de policía donde las fuerzas rebeldes, encabezadas por Juan Ponce-Enrile y Fidel Ramos y Valdez, fueron retenidas durante el alzamiento (muchos católicos filipinos atribuyen la victoria pacífica de la revolución a la milagrosa intervención de la Virgen).

## Descripción

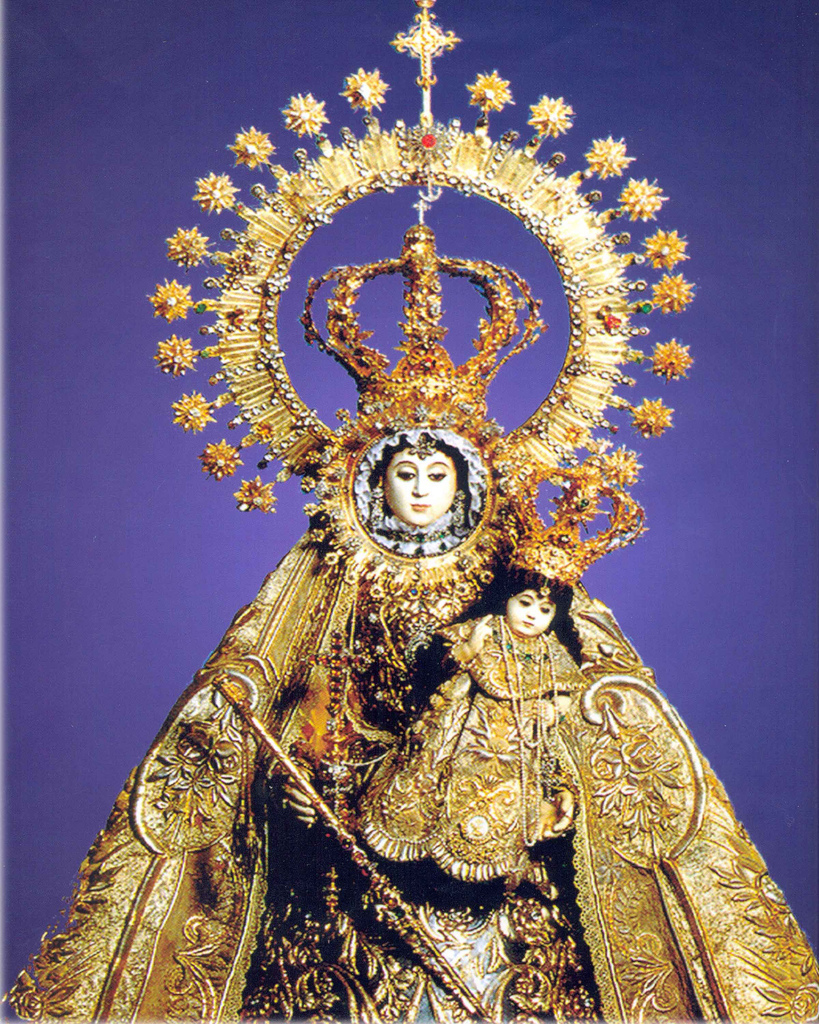
Nuestra Señora de La Naval de Manila portando las joyas de la coronación canónica y el famoso Manto de la Coronación, también conocido como Número I.

Con una altura de 152,5 centímetros, el cuerpo está realizado en madera en estilo bastidor, mientras que el rostro y las manos, así como la figura del Niño Jesús, están elaborados en marfil macizo. Desde su creación, la estatua (considerada la talla de marfil más antigua conservada en Filipinas) siempre ha estado decorada con elaborados trajes así como con múltiples joyas y coronas. El historiador Nick Joaquín atribuyó una de las joyas de color rojo de una de las coronas a una antigua leyenda sobre una serpiente gigante hallada en el río Pásig, con el folclore popular atribuyéndolo a un triunfo del cristianismo sobre el paganismo. Por su parte, otras joyas fueron supuestamente donadas por el rey Norodom de Camboya en 1872. Durante una cena en Apalit, Pampanga, el monarca se sintió atraído por Josefa Roxas Manio; tras proponerle matrimonio esta lo rechazó, alegando que ella era católica y él budista. Antes de partir, el rey regaló a la mujer una joya en forma de granada con incrustaciones de diamantes, rubíes, esmeraldas, zafiros y perlas, regalándole a su hermana Ana una joya con forma de concha. Ambas mujeres, junto con su hermano, quien era sacerdote, donaron las piezas a Nuestra Señora de La Naval de Manila, la imagen más venerada por la alta sociedad del momento. La granada desapareció antes de la Segunda Guerra Mundial, mientras que la concha resultó perdida en 1982, tras la muerte del reverendo Augusto Antonio, habiendo desaparecido una de las coronas tras un robo en 1930.
En octubre de 1907, cerca de 310 000 personas, encabezadas por profesores de la Universidad de Santo Tomás, donaron reliquias familiares, joyas, piedras preciosas, oro y plata a la imagen para su coronación canónica. Estos artículos forman parte actualmente de la colección de Nuestra Señora de La Naval de Manila, con algunas piezas fechadas en el siglo xviii.

## Aprobaciones pontificias
La imagen ha sido merecedora de numerosos honores papales:
- En una carta fechada en 1903 y dirigida al arzobispo de Manila Jeremiah James Harty, el papa León XIII exhortó al público a acudir en peregrinación al santuario de la Virgen en la Iglesia de Santo Domingo (entonces en Intramuros):

...Id al templo de Santo Domingo, al santuario de la excelencia de la Santísima Virgen del Rosario en las Filipinas, al lugar donde vuestros mayores doblaron sus rodillas para dar gracias a quien liberó estas islas de la herejía protestante, al lugar consagrado por la piedad de cien generaciones que habían ido allí a depositar su piedad y confianza en la santísima Virgen...

- El papa Pío X autorizó la coronación canónica de la imagen en 1906, otorgada por el delegado apostólico Ambrose Agius. La ceremonia tuvo lugar el 5 de octubre de 1907.

- El papa Pío XII envió una carta apostólica con ocasión del tricentenario de las Batallas de La Naval de Manila el 31 de julio de 1946.

- El papa Pablo VI la proclamó el 13 de octubre de 1973 patrona de Ciudad Quezón, en aquel entonces la capital del país y sede del templo de la imagen, levantado tras la destrucción de Manila en el marco de la Segunda Guerra Mundial (el arzobispo Mariano Gaviola la declararía patrona de la armada filipina en 1975).

- El papa Juan Pablo II dedicó el continente asiático a Nuestra Señora de La Naval de Manila el 18 de febrero de 1981, empleando para ello una réplica de la imagen. El pontífice bendijo la talla original al día siguiente en otra ceremonia pública.

## Acontecimientos relevantes

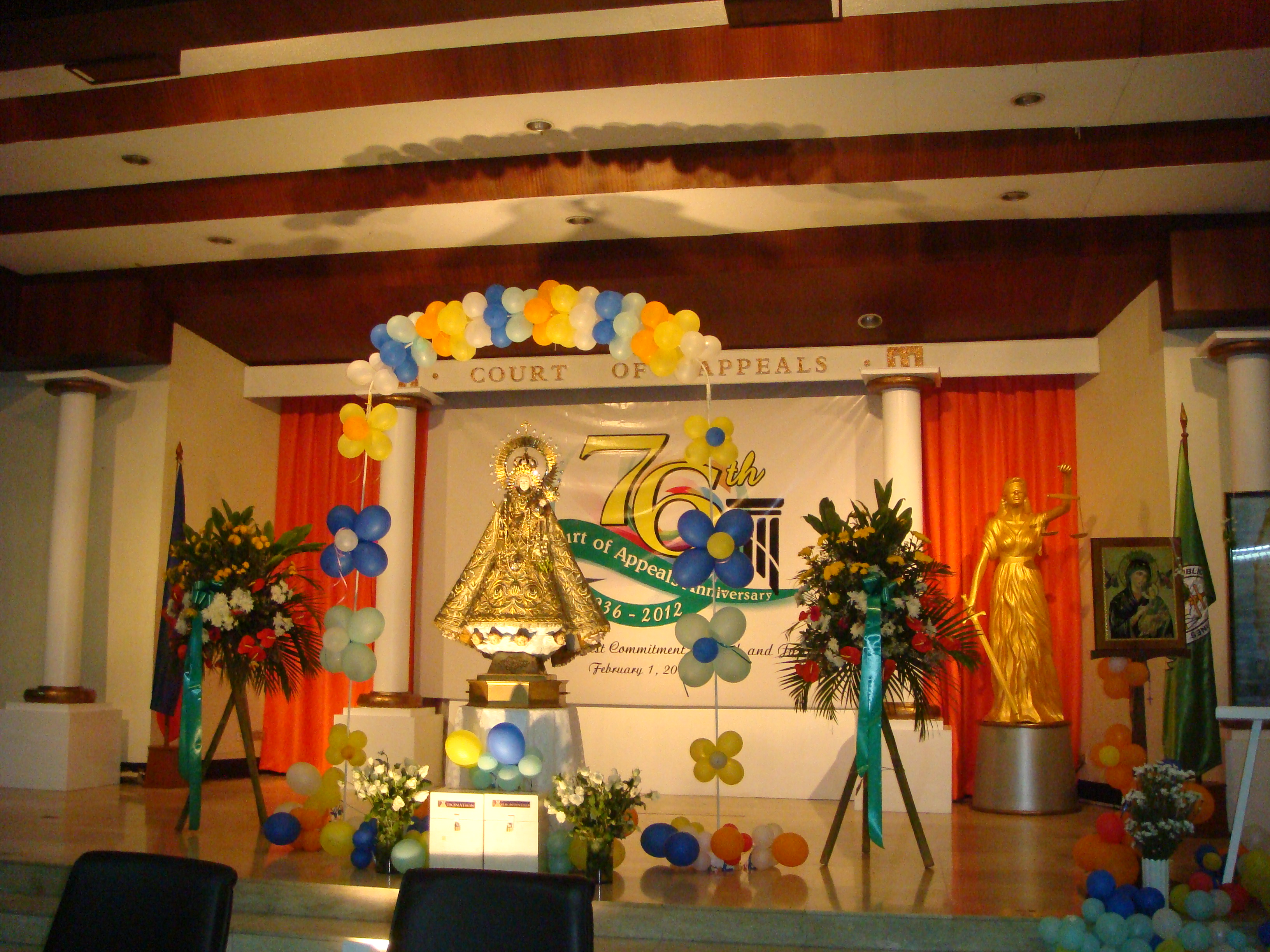
Réplica de la imagen en el 76.º aniversario del Tribunal de Apelaciones de Filipinas en 2012.

El funeral del senador Benigno Aquino fue oficiado en el templo de la imagen tras su asesinato en agosto de 1983. Otros funerales destacados fueron celebrados en el santuario, incluyendo el del actor Fernando Poe Jr. en 2004 y el de María Marcelo-Ejército, madre del expresidente de Filipinas Joseph Estrada, en 2009. 
En diciembre de 2011, la EWTN mostró la imagen como el «más grande icono mariano de las Filipinas» en un episodio del programa María: Madre de las Filipinas. Tanto la imagen como su iglesia y convento, además de otros artículos custodiados en el complejo, fueron declarados Tesoro Cultural Nacional por el Museo Nacional de Filipinas el 4 de octubre de 2012. Esta declaración fue efectuada de acuerdo con la Ley 10066 (Ley del Patrimonio Cultural Nacional de 2009) y anunciada con carácter oficial por la Conferencia de Obispos Católicos de Filipinas y por el Museo Nacional.
En 2020, por primera vez en la historia del santuario, la fiesta en honor a Nuestra Señora de La Naval de Manila fue simplificada, con una duración de 15 días y sin el tradicional entronamiento de la imagen ni la celebración de otros festejos, a causa de la COVID-19 y de la cuarentena decretada en Filipinas.